# La Puissance d'exister
Manifeste hédoniste
 (août 2021).
Si vous disposez d'ouvrages ou d'articles de référence ou si vous connaissez des sites web de qualité traitant du thème abordé ici, merci de compléter l'article en donnant les références utiles à sa vérifiabilité et en les liant à la section « Notes et références ».
 (juillet 2021).
- Si vous ne connaissez pas le sujet, laissez ce bandeau (vous pouvez alors contacter les auteurs).
- Si vous supprimez le contenu mis en cause (vous pouvez préalablement contacter les auteurs),

argumentez précisément cette suppression dans la page de discussion
(un manque de référence n'est pas un argument ; une recherche réelle de référence doit avoir été effectuée, être formellement documentée).
La Puissance d'exister est un ouvrage écrit par Michel Onfray, publié en 2006 aux éditions Grasset.
Sous-titré comme étant un « manifeste hédoniste », l'auteur synthétise ses précédents ouvrages axé sur son raisonnement hédoniste.
Sa préface autobiographique relate son placement à l'orphelinat à l'âge de 10 ans ou dès la première phrase, il relève le traumatisme "Je suis mort à l'âge de dix ans, une belle après-midi d'automne, dans une lumière qui donne envie de l'éternité".  Il décrit par la suite  l’organisation quotidienne de l’institution dirigé par des religieux salésiens  confronté à « l’injustice délibérément infligée par ceux qui théoriquement [nous] invitaient à la justice », il a « serré les dents » et dit avoir gardé sa « colère intacte, sans haine, sans ressentiment, sans rancune, mais disponible pour ceux qui n’ont pas les moyens d’y recourir, trop détruits par les brutes ».
Entre adultes maltraitants et « tripoteurs », il décrit son intérêt  pour les arts  et plus particulièrement pour la littérature  comme une échappatoire à son quotidien : « Moments sublimes au même titre que les heures de lecture. L’art me prouvait que si le monde des vivants est un enfer, il contient aussi des paradis ». 
Reconnaissant que chacun de ses trente livres précédents découle « d’une opération de survie menée depuis l’orphelinat », il répète son absence de haine, de mépris et de tout désir de vengeance, en empruntant à l’Éthique de Spinoza « l’heureuse formule » : la puissance d’exister dont il ne veut, écrit-il, que « la culture et l’expansion ».
L'ouvrage est découpé en six parties dont chacune est subdivisée en trois chapitres. La première partie  décrit "une méthode alternative", la deuxième partie "une éthique élective", la troisième partie « une érotique solaire », la quatrième partie « une esthétique cynique », la cinquième partie "une bioéthique prométhéenne" et la dernière partie "une politique libertaire".